# Kinikinau
I Kinikinau  sono un gruppo etnico del Brasile che ha una popolazione stimata in circa 250 individui (2005).

## Lingua
Parlano la lingua Kinikinau, lingua che appartiene alla famiglia linguistica Aruak.

## Insediamenti
Vivono nello stato brasiliano di Mato Grosso do Sul. La comunità più numerosa si trova nel comune di Porto Murtinho, in particolare nel villaggio di São João, a sud-est della riserva indigena dei Kadiwéu. Altre piccole comunità sono segnalate in altri villaggi abitati principalmente da membri di etnia Terena, a cui i Kinikinau sono correlati: Bananal e Limão Verde (nel comune di Aquidauana), Brejão e Água Branca  (nel comune di Nioaque) e Lalima e Cachoeirinha (nel comune di Miranda).

## Storia
I Kinikinau sono una di quelle etnie di famiglia Aruak che migrarono attraverso il bacino del fiume Paraguay dopo l'arrivo degli spagnoli, in particolar modo verso est. Questi gruppi venivano identificati con il nome di "Guana". Sono stati identificati quattro sottogruppi Guana che migrarono lungo il fiume Paraguay: gli Exoaladi (scomparsi durante la guerra paraguaiana), i Terena (il gruppo più numeroso, ancora esistente), i Layana (si suppone si siano fusi con i Terena) e i Kinikinau. L'ondata migratoria si fermò solo dopo la seconda metà del XVIII secolo quando i gruppi si stabilirono nei pressi del fiume Miranda. In una relazione del 1872 del Relatório da Diretoria Geral dos Índios furono individuati circa un migliaio di Kinikinau nei pressi di Albuquerque e Miranda, notati soprattutto per la loro indole collaborativa e per le loro abilità agricole. Ciò indica che la comunità Kinikinau disponeva di un numero di individui significativo anche dopo la guerra del Paraguay (1864-1870). Secondo i resoconti dell'epoca (Visconde de Taunay), tre dei sottogruppi Guana (Layana, Exoaladi e Kinikinau) parteciparono addirittura al conflitto. Secondo l'antropologo Cardoso de Oliveira, gli Exoaladi scomparirono proprio durante la guerra del Paraguay. I Terena sono quindi da considerarsi il gruppo più grande tra quelli sopravvissuti dei Guana con i Kinikinau che, decimati, per decenni si sono aggregati alle loro comunità. Documenti del Funai rivelano inoltre l'esistenza di gruppi Kinikinau nella riserva indigena dei Kadiwéu nel corso del XX secolo. I Kadiwéu si avvalevano dell'apporto dei Kinikinau, abili agricoltori, per il lavoro della terra e in cambio offrivano alloggio e protezione.
I Kinikinau furono convinti, per molti anni, dall'organizzazione indigenista ufficiale a dichiararsi indios Terena, con i quali stringono legami storici e culturali. Ciò portò, di fatto, alla rinuncia della loro identità culturale. In seguito, negli anni novanta e duemila, i Kinikinau hanno poi chiesto il recupero di parte del loro territorio storico oltre al riconoscimento ufficiale della loro specificità etnica.
In un primo censimento nel villaggio di São João del 1998 furono classificati 58 indios di etnia Kinikinau. In un secondo censimento del 2003 la cifra fu portata a 180. La differenza tra le due cifre si spiega con il timore degli Kinikinau a dichiararsi di una etnia separata da quella dei Terena. Una nuova stima del 2005 ha portato il numero complessivo di Kinikinau, comprensivo di tutte le comunità anche esterne al villaggio di São João, a 250 unità.